# فضيلة الرابحي
فضيلة الرابحي بن حمزة سياسية تونسية، تشغل منصب وزير التجارة وتنمية الصادرات في حكومة نجلاء بودن منذ 2021، وشغلت منصب مديرة البحوث والمنافسة الاقتصادية صلب وزارة التجارة وفي المعهد الوطني للاستهلاك.
أعلن الرئيس قيس سعيد في لقاء له برئيسة الحكومة نجلاء بودن، الجمعة 6 يناير 2023، إنهاء مهام الوزيرة فضيلة الرابحي دون إبداء أسباب.